# 雷氏鈍鯊
雷氏鈍鯊（学名：Koumansetta rainfordi），又名雷氏鈍鰕虎魚，为條鰭魚綱鱸形目鰕虎科鈍鰕虎魚屬下的一个种，該物種主要西太平洋熱帶海域，體長可達8.5公分。